# Список дипломатических миссий в Сомалиленде
На этой странице перечислены дипломатические миссии в Сомалиленде. Сомалиленд — государство, которое отделилось от Сомали в 1991 году во время сомалийской гражданской войны. Страна до сих пор не признана ни одним другим государством, но поддерживает отношения со своими соседями. В настоящее время в столице Харгейсе нет посольств, но есть три консульства и несколько офисов других государств.

## Посольства
Харгейса
- нет

## Консульства
Харгейса
- Джибути[1]
- Эфиопия[2]
- Турция[3]

## Офисы
Харгейса
- Великобритания[4]
- Дания[5]
- Египет (открывается)
- Кения (открывается)[6]
- Китайская Республика (Тайва́нь)[7]
- ОАЭ[8][9]